# Sabline d'Espagne
Arenaria hispanica
Espèce
Classification phylogénétique

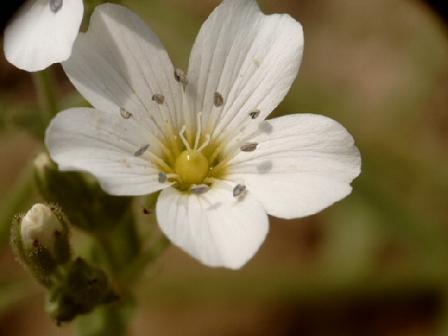
Fleur

La sabline d'Espagne (Arenaria hispanica) est une espèce de plantes herbacées vivace de la famille des Caryophyllacées.

## Description

### Appareil végétatif
Cette plante annuelle d’une vingtaine de centimètres de hauteur présente des feuilles longues de 4 à 24 mm, pour 1 à 6 mm de largeur.

### Appareil reproducteur
La floraison a lieu entre février et juin.
L'inflorescence est une cyme bipare. La fleur présente un calice formé de 5 sépales ovales ou lancéolés de 3 à 5 mm de longueur. Les pétales blancs, au nombre de 5, mesurent de 5 à 9 mm de longueur. L'androcée comprend 10 étamines et l'ovaire est surmonté de 3 styles libres. Le fruit est une capsule ovoïde de 5 à 7 mm de longueur.

## Répartition et habitat
Son aire de répartition couvre le sud de l'Espagne et une partie de l'Afrique du Nord. Elle pousse dans les zones rocailleuses naturelles ou cultivées, jusqu'à 800 m d'altitude.